# 萨约斯

萨约斯萨米文化中心

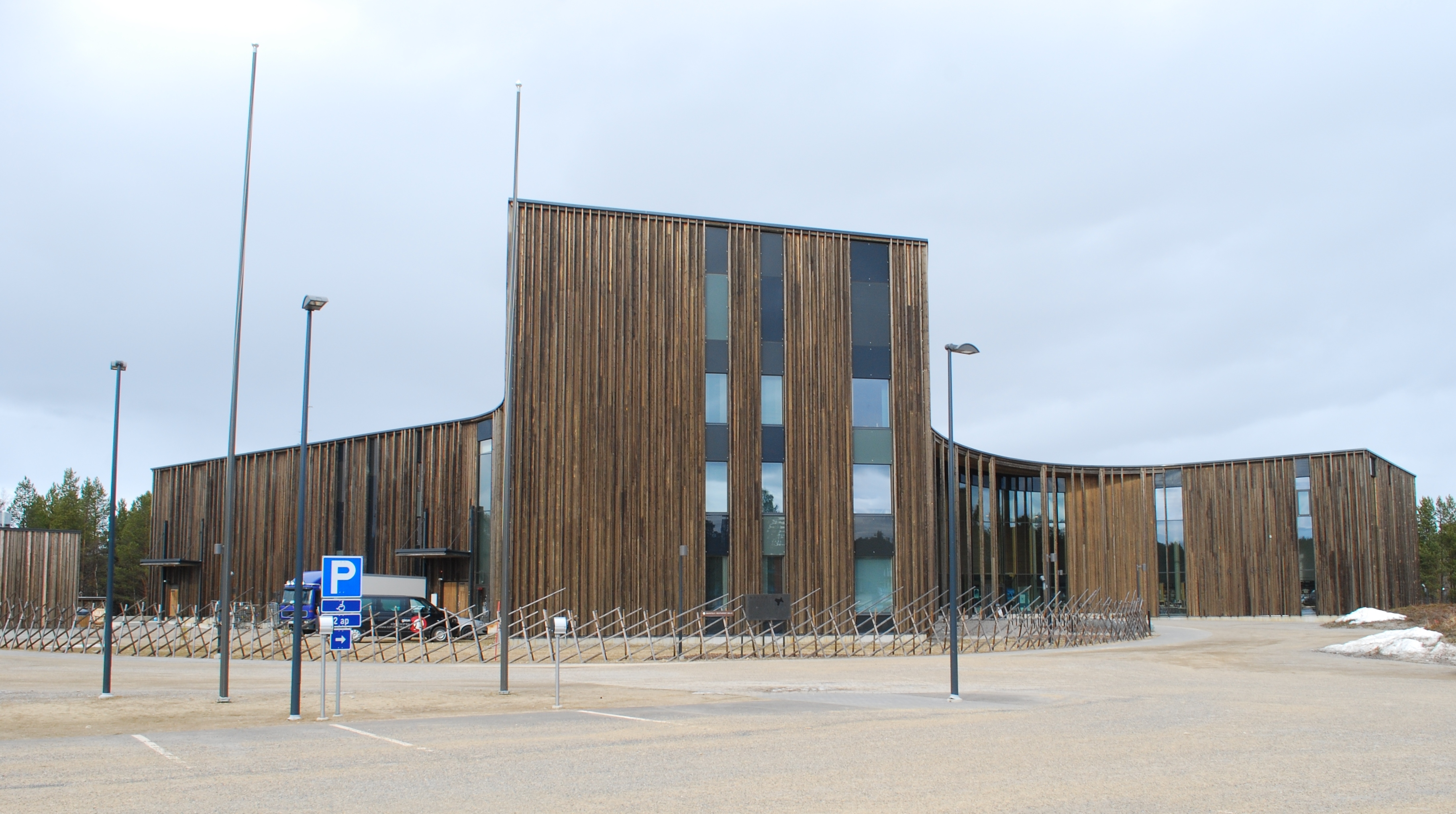
萨约斯萨米文化中心

萨约斯萨米文化中心（芬蘭語：Saamelaiskulttuurikeskus Sajos）是一座位于芬兰伊纳里市镇的建筑，为萨米文化及行政中心。里面可为各种会议及活动提供场所。该建筑在2012年1月完工，并在2012年四月启用。
在萨约斯里运作的机构有芬兰萨米议会、萨米地区教育中心、萨米图书馆及档案馆、拉普兰区地方管理局及其它一些协会。
该建筑由芬兰政府出资建造，花费为一千五百万欧元。
该建筑的外表为深色的松树木材，而里面则为浅色的松木。如同在建筑设计比赛中所要求的一样，该建筑在设计中采纳了萨米传统文化中的一些要素。萨约斯（Sajos）这个词来自伊纳里萨米语，意思是“基地”或“居住地”。
自1970年代以来就有建造一座专门处理萨米人事物的建筑的愿望。在1996年成立芬兰萨米议会之后，该计划重新启动。设计在2000年启动，国家预算在2007年安排到。